# Currimao
Currimao ist eine Stadtgemeinde in der philippinischen Provinz Ilocos Norte und liegt am Südchinesischen Meer. In dem 36 km² großen Gebiet lebten im Jahre 2015 12.184 Menschen, wodurch sich eine Bevölkerungsdichte von 338 Einwohnern pro km² ergibt. Das Gebiet ist größtenteils relativ flach, steigt aber im Landesinneren leicht an. Neben einem Leuchtturm befinden sich an der Küste schroffe, aber sehenswerte Korallenformationen.
Currimao ist in die folgenden 23 Baranggays unterteilt:
| - Anggapang Norte - Anggapang Sur - Bimmanga - Cabuusan - Comcomloong - Gaang - Lang-ayan-Baramban - Lioes | - Maglaoi Centro - Maglaoi Norte - Maglaoi Sur - Paguludan-Salindeg - Pangil - Pias Norte - Pias Sur - Poblacion I | - Poblacion II - Salugan - San Simeon - Santa Cruz - Tapao-Tigue - Torre - Victoria |